# Grootfontein
Grootfontein este un oraș din Namibia. Este situat pe șoseaua B8, care leagă capitala Windhoek de enclava Caprivi. Numele localității se traduce din afrikaans ca și Izvorul Mare, aluzie la un mare izvor cald care se găsește în apropierea localității.